# Tsoureki
Tsoureki (griechisch τσουρέκι) ist ein einfaches, süß-herbes Hefeteiggebäck der griechischen Küche, auch bekannt als شوريك (Arabisch), panarët (Arbërisht), choreg oder chorek (Armenisch չորեկ), çörək (Aserbaidschanisch), kozunak (Bulgarisch), cozonac (Rumänisch) oder çörek (Türkisch). Es handelt sich um einen Hefekranz, der traditionell zum griechischen Osterfest gereicht wird. Oft wird zur Dekoration ein rotes Osterei in der Mitte des Hefekranzes positioniert. Die Konsistenz des Hefekranzes entspricht der eines Brotes, geschmacklich ähnelt er jedoch einem Kuchen (vergleichbar mit Brioche). Das Osterbrot kennzeichnet in Griechenland das Ende der Fastenzeit und wird traditionell am Ostersonntag serviert. Die Herstellung ist aufwändig und beginnt in der Regel schon ein oder zwei Wochen vor Ostern. Ein Tsoureki wird während der Osterzeit auch als Geschenk gereicht, zum Beispiel dem Patenkind vom Taufpaten.

## Zutaten und Zubereitung
Der Teig besteht aus Mehl, Hefe, Eiern, Butter, Zucker, Wasser, Milch,  Machlépi, Mastix, abgeriebener Orangenschale und ein wenig Olivenöl. Je nach Belieben wird das Tsoureki auch mit Kardamom oder Vanille gewürzt. Der hergestellte Teig wird zu einem geflochtenen Kranz geformt und mit Mandelblättchen verziert.

## Bekannte Tsoureki-Hersteller
Das Unternehmen Terkenlis ist seit 1948 eine in Thessaloniki ansässige Konditorei mit einer langen Tradition. Die Konditorei stellt sehr spezielle Tsoureki-Varianten her, die in ganz Griechenland bekannt sind. Terkenlis stellt unter anderem Tsoureki gefüllt mit Kastanien, Zitrone oder Orangen, Schokolade, Nougat oder einer Creme aus Chios her. Sehr charakteristisch für die Osterbrote der Konditorei Terkenlis ist die Glasur aus weißer oder dunkler Schokolade.